# گور سیبویه
گور سیبویه مربوط به دوران‌های تاریخی پس از اسلام است و در کنگان، دره لیل، غرب بندر طاهری واقع شده و این اثر در تاریخ ۷ مهر ۱۳۸۱ با شمارهٔ ثبت ۶۵۰۱ به‌عنوان یکی از آثار ملی ایران به ثبت رسیده است.
این گور متعلق به سیبویه از دانشمندان ایرانی صرف و نحو زبان عربی و پیشوای مکتب نحوی بصره است.